# Santalum austrocaledonicum
Santalum austrocaledonicum är en sandelträdsväxtart som beskrevs av Eugène Vieillard. Santalum austrocaledonicum ingår i släktet Santalum och familjen sandelträdsväxter.

## Underarter
Arten delas in i följande underarter:
- S. a. minutum
- S. a. pilosulum